# Näringsfrihet
Näringsfrihet innebär att det inte finns några begränsningar för medborgarna att starta företag. 
Näringsfrihet innebär att vem som helst får starta företag och att konkurrensen mellan företagen ska vara fri utan att det allmänna gör ingrepp. Personer som är belagda med näringsförbud får under en viss tid inte bedriva näringsverksamhet. Historiskt begränsades näringsfriheten av de stadsprivilegier som fanns i Europa från medeltiden.

## Sverige
Näringsfrihetens införande i Sverige skedde etappvis. 1820 avskaffades skrånas rätt att jaga så kallade bönhasare, något som reducerade hantverkarsammanslutningarnas möjlighet att bekämpa illegalt hantverk. 1828 avskaffades skråtvånget för yrkesverksamma bagare, slaktare och bryggare. Detta år blev det klart att dessa professioner kunde utövas utan styrkt skicklighet. På 1840-talet togs ytterligare två viktiga två steg mot näringsfrihetens införande. Först avskaffades hantverkarnas skyldighet att tillhöra en skråorganisation på landsbygden år 1846 av kung Oscar I, vilket innebar att var och en fritt fick välja yrke. Samtidigt tilläts handelsmän att öppna butiker på landsbygden, så länge de etablerade sig minst 3 mil från närmaste stad för att inte konkurrera med stadsborna.
Det var ett steg mot införandet av näringsfriheten 1864 då den obligatoriska skråtillhörigheten avskaffades även i städerna. Samma år infördes också en ny liberal strafflag. Samtidigt öppnades för fri etableringsrätt för handlare och fabriksanläggningar på landsbygden.
Näringsfriheten garanteras av Regeringsformen, 2 kap. 17 §: "Begränsningar i rätten att driva näring eller utöva yrke får införas endast för att skydda angelägna allmänna intressen och aldrig i syfte enbart att ekonomiskt gynna vissa personer eller företag."